# Gare d'Ujiyamada
La gare d'Ujiyamada (宇治山田駅, Ujiyamada-eki) est une gare ferroviaire de la ville d'Ise au Japon. Elle est exploitée par la compagnie Kintetsu.

## Situation ferroviaire
La gare d'Ujiyamada marque la fin de la ligne Kintetsu Yamada et le début de la ligne Kintetsu Toba (les deux lignes sont interconnectées).

## Historique
La gare a été inaugurée le 17 mars 1931. Depuis 2001, la gare est un bien culturel tangible du Japon.

## Service des voyageurs

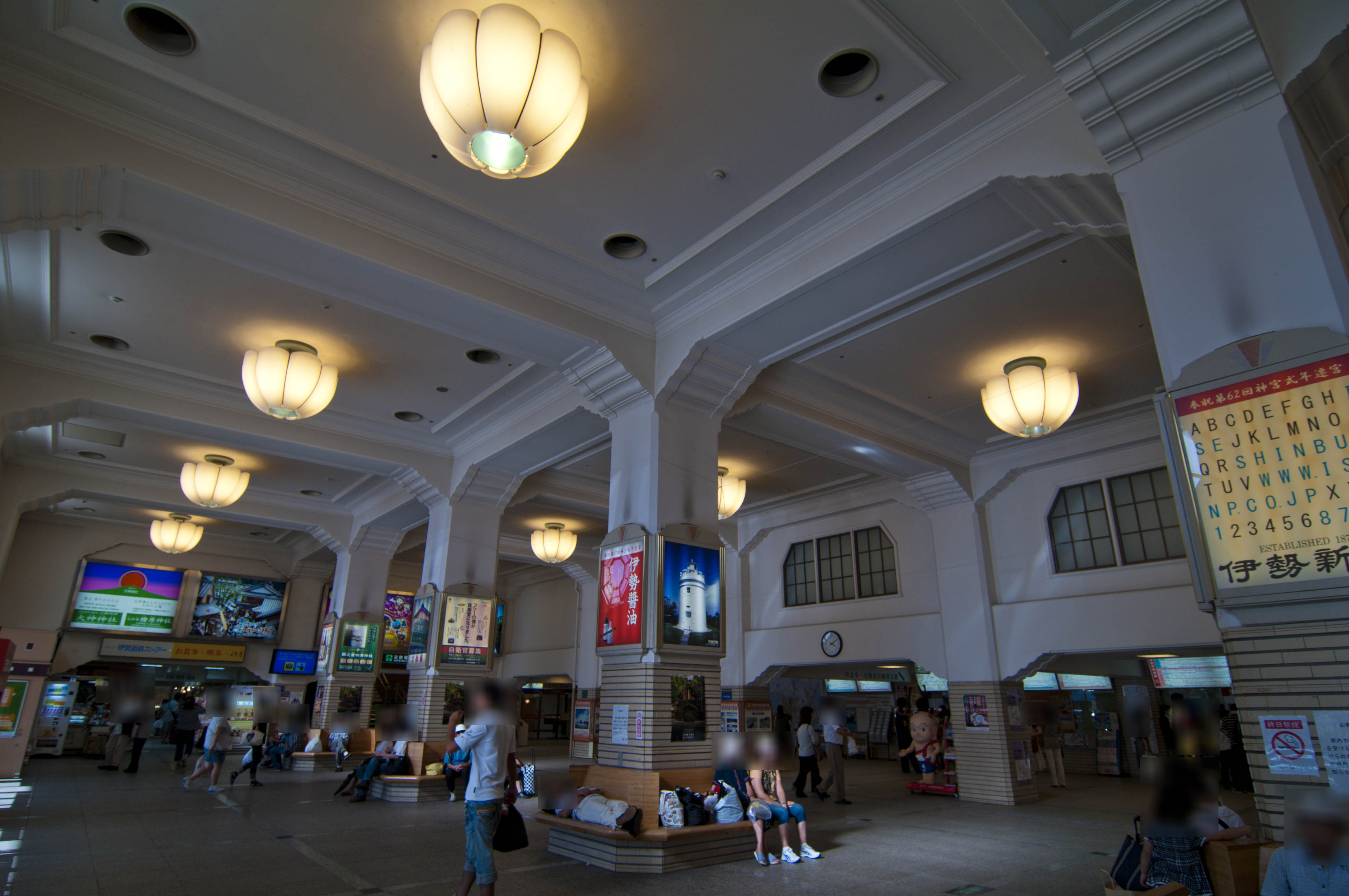
Hall de la gare.

### Accueil
La gare dispose d'un bâtiment voyageurs, avec guichets, ouvert tous les jours.

### Desserte
- Ligne Kintetsu Yamada :
  - voies 1, 2 et 4 : direction Ise-Nakagawa (interconnexion pour Osaka-Namba, Kyoto et Kintetsu-Nagoya)
- Ligne Kintetsu Toba :
  - voie 3 : direction Toba et Kashikojima